# Heterotricha seminuda
Heterotricha seminuda är en tvåvingeart som beskrevs av Freeman 1951. Heterotricha seminuda ingår i släktet Heterotricha och familjen slemrörsmyggor. Inga underarter finns listade i Catalogue of Life.